# Арнолд Беклин
Арнолд Беклин (Базел, 1827 — 1901) био је швајцарски сликар и вајар.

## Биографија
Рођен у Базелу у немачкој породици. Студирао је у Диселдорфу, где се спријатељио са Лудвигом Андреасом Фајербахом, немачким филозофом и антропологом. Био је под утицајем романтизма. Касније, Беклин је почео да слика митолошке и фантастичне облике са суморном позадином, у комбинацији са опседнутошћу темама о смрти. Путовао је по различитим земљама: Белгији, Француској, Италији. У Риму се задржао пет година, а озбиљно се бави проучавањем митологије и историје религије. Након повратка у Немачку 1857. Беклин је студирао на Академији ликовних уметности у Вајмару, а затим је поново отишао у Италију, овај пут у Напуљ. Живео је у вили у близини Фиренце. Беклин је умро 1901, остављајући иза себе радове, који до данашњег дана имају бројне обожаваоце. Његова вероватно најпознатија слика је Острво мртвих, а инспирација му је било грчко острво Понтикониси.
Његов рад је утицао на низ каснијих уметника и композитора, укључујући Сергеја Рахмањинова, Мака Регера, Мака Ернста, Салвадора Далија и друге.

## Галерија
- Moonlit landscape, 1849
- Italian Landscape, 1858
- Self-portrait, 1872
- Venus Anadyomene, 1872
- Honey Moon ,1878
- Ocean Breakers (The Sound), 1879
- The Elysian fields,  1877
- Playing in the Waves, 1883
- The Sanctuary of Hercules, 1884
- Selfportrait with the wine glass, 1885
- The Homecoming, 1887
- Einsiedler
- Summer Day
- Mädchen und Jüngling beim Blumenpflücken
- Campagna Romana
- The Muse Euterpe
- Landscape
- Die Klage des Hirten
- Lovers
- Alexander Michelis
- Campagna Landscape
- The Deposition
- The Genius of the Canyon Elliott Daingerfield
- Острво мртвих